# Festival des menteurs de Moncrabeau

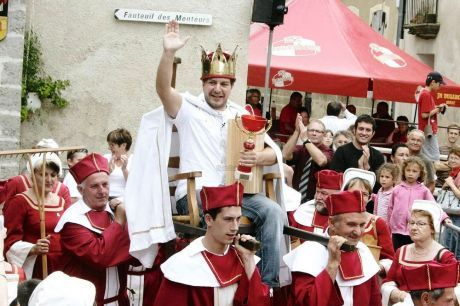
Le roi des menteurs porté en triomphe

Le festival des menteurs est un festival annuel traditionnel élisant le « Roi des menteurs », se déroulant dans la ville de Moncrabeau, en Lot-et-Garonne (région Nouvelle-Aquitaine). Une « Académie des menteurs » comprenant quarante membres existe depuis le XVIe siècle, depuis que les habitants de la ville se flattaient d’être les plus grands menteurs gascons.

## Déroulement du festival
L’élection du roi des menteurs a lieu depuis plus de trente ans tous les premiers dimanches d’août. Les concurrents du Festival doivent prendre place sur le fauteuil des menteurs, un siège de pierre installé au centre du village, inventer et déclamer l'histoire fausse la plus vraisemblable possible, qui est appelée une « menterie ». Il revient ensuite aux membres de l’Académie de désigner le roi des menteurs en votant avec des cuillerées de sel. 10 cuillerées récompensent le menteur le plus habile, le vainqueur étant le possesseur du plus gros tas de sel.
L’un des gagnants d’une précédente édition avait réinventé l’origine du mot dépuceleur : 
« Sous le règne d’Henri IV, les dépuceleurs auraient traqué les parasites des hommes jusqu’au jour où l’un d'eux aurait ravi également la virginité de la fille d’un viticulteur. »